# Лохан, Линдси
Ли́ндси Ди Ло́хан (англ. Lindsay Dee Lohan, МФА /ˈlɪnziː ˈloʊ.ən/, рус. Линзи Ди Лоуэн, встречается также произношение /Линзи Лоухэн/; род. 2 июля 1986, Бронкс, Нью-Йорк) — американская актриса, певица, модель и дизайнер одежды.
Начала свою карьеру в качестве модели в возрасте трёх лет, чуть позже начала сниматься в кино, снялась во внушительном количестве рекламных роликов. В возрасте 10 лет Линдси начала играть в телесериалах, а в 11 лет сыграла главную роль в комедии 1998 года «Ловушка для родителей». Спустя 6 лет Линдси уже стала популярной киноактрисой, сыграв главные роли в фильмах «Чумовая пятница», «Дрянные девчонки» и «Сумасшедшие гонки».
Во время съёмок «Сумасшедших гонок» Лохан выпустила свой первый сольный музыкальный альбом Speak. Её второй альбом, A Little More Personal (Raw), вышел в 2005 году.
Карьера Лохан прервалась в 2007 году: из-за двух ДТП и трёх визитов в реабилитационный центр она потеряла несколько ролей. Возобновив карьеру, выступила в роли приглашённой звезды в сериале «Дурнушка» в 2008 году и снялась в фильме Роберта Родригеса «Мачете» в 2010 году.
В 2007 году Линдси Лохан была признана журналом «Maxim» самой желанной и сексуальной женщиной в мире.
Также в СМИ широко обсуждаются её нарко- и алкозависимости и личная жизнь.
В 2009 году Лохан являлась креативным директором дома моды Ungaro и была лицом фирмы Louis Vuitton.

## Детство и образование
Родилась 2 июля 1986 года в Нью-Йорке. Выросла в Меррике и Колд-Спринг-Харборе на Лонг-Айленде (Нью-Йорк). Линдси — старший ребёнок Дины Лохан (девичья фамилия Салливан) и Майкла Лохана. У Линдси есть трое младших братьев и сестёр, которые также работают актёрами и моделями: Майкл мл. (снялся с Линдси в «Ловушке для родителей»), Алиана («Али») и самый младший ребёнок в семье Дакота («Коуди»). У Лохан есть ирландские и итальянские корни, она получила католическое воспитание. В семье её матери были «очень верующие ирландские католики», а её прадедушка, Джон Л. Салливан, был основателем движения «В защиту жизни» в Лонг-Айленде. Лохан ходила в школу «Cold Spring Harbor High School» в Лонг-Айленде, где она делала успехи в естествознании и математике до 11 класса, а потом перешла на домашнее обучение.
Родители Линдси поженились в 1985 году, разошлись когда ей было три года, а потом вновь сошлись. Они снова разошлись в 2005 году, а окончательный развод состоялся лишь в 2007 году. Её отец, Майкл, бывший биржевой маклер с Уолл-стрита и бизнесмен, унаследовал макаронную фабрику от отца и несколько раз привлекался к ответственности по закону. Мать Линдси — Дина — бывшая певица и танцовщица.

## Карьера

### 1989—2002 годы: Начало карьеры
Лохан начала свою карьеру модели в агентстве Ford Models в три года. Она была моделью Calvin Klein Kids и Abercrombie Kids и появилась в более чем 100 телевизионных рекламных роликах, включая Pizza Hut и Wendy’s, а также засветилась в Jell-O с Биллом Коусби. В 10 лет, когда Лохан сыграла Александру «Элли» Фоулер в сериале «Другой мир», журнал «Soap Opera Magazine» сказал, что её уже можно считать ветераном шоу-бизнеса.
Линдси год играла роль Элли Фоулер в телесериале «Другой мир», но ушла ради диснеевской семейной комедии 1998 года «Ловушка для родителей». Она сыграла две роли раздельно живущих сестёр-близнецов, которые пытаются свести их давно разведённых родителей (Деннис Куэйд и Наташа Ричардсон). Фильм собрал в мировом прокате 92 миллиона долларов. А критик Кеннет Терэн назвал Лохан «такой же душой этого фильма, как и Хэйли Миллс в первой кинокартине», а также сказал, что «она больше подходит на эту роль, чем её предшественница в создании двух разных личностей». За него Лохан получила премию «Молодой актёр» в категории «Лучшая игра в фильме» и контракт на три фильма с «Диснеем».
В 14 лет Лохан сыграла дочь Бэтт Мидлер в пилотном эпизоде многосерийного фильма «Bette» (2000), но отказалась от роли, когда производство фильма перенесли из Нью-Йорка в Лос-Анджелес. Она также снялась в главных ролях в двух диснеевских телевизионных фильмах: в «Идеальной игрушке» в паре с Тайрой Бэнкс (2000) и в «Дети-шпионы» (2002). В 2002 году она встречалась с певцом Аароном Картером. Ходили слухи о вражде между ней и Хилари Дафф, которая также встречалась с Картером. Позже Лохан прокомментировала, что «люди просто начали продавать байки… об этом было проще всего написать».

### 2003—2004 годы: «Дрянные девчонки», «Чумовая пятница» и дебютный альбомSpeak
В 2003 году Лохан снялась в роли Анны Коулман вместе с Джейми Ли Кёртис в семейной комедии «Чумовая пятница». По собственной инициативе Лохан образ её героини был переписан и изменён с готического стиля на более привычный. Критик Роджер Эберт написал, что у Лохан «под её тинейджеровской личностью есть те самые джодифостеровские серьёзность и сосредоточенность». За роль в фильме «Чумовая пятница» Лохан получила награду за «Выдающуюся игру» на MTV Movie Awards 2004. На 2010 год это был её самый коммерчески успешный фильм, заработавший $160 миллионов по всему миру. Он также получил рейтинг 88 % на Rotten Tomatoes.
Стремясь стать человеком, одинаково хорошо владеющим тремя амплуа — актрисы, певицы и танцовщицы, подобно Энн-Маргрет и Мэрилин Монро — Лохан начала исполнять песни в своих фильмах. Она исполнила заключительную тему Ultimate для саундтрека к фильму «Чумовая пятница» и записала 4 песни для саундтрека к фильму «Звезда сцены». Продюсер Эмилио Эстефан мл. подписал с Лохан контракт на 5 альбомов в 2002 году. Двумя годами позже, Лохан подписала контракт с компанией Casablanca Records, возглавляемой Томми Моттолой.
В 2004 году Лохан снялась в двух главных ролях. Первая картина, «Звезда сцены», заработала в домашнем прокате общей сложностью 29 миллионов долларов. Брендон Грей сказал, что фильм был «выше всех ожиданий, поскольку он был снят именно для молодых девушек». Фильм, однако, в целом был прохладно встречен критиками. Роберт К. Элдер из Metromix написал, что «хотя Лохан всё ещё подающая надежды звезда, она должна быть наказана, прежде чем будет прощена за „Звезду сцены“».
Молодёжная комедия «Дрянные девчонки» была первым фильмом Лохан, независимым от «Диснея». Фильм получил лестные отзывы от критиков и был коммерчески успешен, получив доход в 129 миллионов долларов в мировом прокате и, согласно Брендону Грею, «закрепил её статус новой королевы молодёжных фильмов», в то время, как Стивен Родс написал, что «Лохан снова поражает. Искусно написанный сценарий идеально подходит для её эрудированного амплуа в комедии». Лохан получила 4 награды в 2004 году на Teen Choice Awards за фильмы «Чумовая пятница» и «Дрянные девчонки», включая «Выдающаяся Звезда Кино». «Дрянные девчонки» также получил 2 награды на MTV Movie Awards 2005 в категориях «Лучшая женская роль» и «Лучшая экранная команда» вместе с некоторыми другими отобранными членами.
В 17 лет Лохан стала самой молодой за все времена обладательницей MTV Movie Awards в 2004 году. После фильма «Дрянные девчонки», при участии некоторых ведущих из «Saturday Night Live» Лохан вела программу три раза в 2004—2006 годах, а также вела World Music Awards в 2006 году.
Дебютный альбом Лохан Speak был выпущен в декабре 2004 года, достигнув пика на 4 строчке в Billboard 200, и получил платиновую сертификацию в начале 2005 года. Лохан была соавтором 6 из 12 песен в альбоме. Линда МакДжи из RTÉ похвалила альбом, дав ему 4 из 5 звёзд, и сказала, что «Speak» открывает всё сокровенное и тревожащее, что можно было бы ожидать в возрасте Лохан, и «когда она не поёт так чувственно, шероховатая грубость её голоса выводит Лохан на новый уровень на протяжении всего альбома», также заметив схожесть с музыкой Аврил Лавин в начале её карьеры. Allmusic, однако, дал 2 из 5 звёзд и заявил, что альбом «похож больше на субпродукт перегруженного, измотанного деятеля культуры, чем на реальный альбом». Хотя альбом называется Speak, тем не менее первый сингл из альбома «Rumors». «Rolling Stone» назвал его «возмущённым гимном клуба с тяжёлыми басами». В «Rumors» Лохан жалуется на папарацци. В конечном итоге сингл получил золотую сертификацию в США.
Во время съёмок фильма «Сумасшедшие гонки» в 2004 году, Лохан была госпитализирована с воспалением почек вследствие проблем в личной жизни и одновременной записи первого альбома. «Vanity Fair» назвал «Сумасшедшие гонки» «первым провальным фильмом». Журнал также сказал, что Лохан прекратила промотур и была отведена на второй план на киноафише из-за «недиснеевского поведения». Лохан была приглашённой звездой в одном из эпизодов «Шоу 70−х», где она познакомилась и начала встречаться с постоянным актёром этого сериала Уилмером Вальдеррамой в 2004 году. Согласно «Vanity Fair», проблемы в личной жизни Линдси возникли из-за разрыва с Вадеррамой во время съёмок фильма «Сумасшедшие гонки».
С фильмом «Дрянные девчонки» общественное внимание к Лохан значительно выросло, и папарацци начали её преследовать. Она прожила несколько лет в отелях Лос-Анджелеса, 2 из которых в Chateau Marmont. В конце 2007 у неё появилось постоянное место жительства. Лохан объяснила своё проживание в отелях тем, что она «не хотела оставаться одна», но это «не было образом жизни… это было не навсегда». У Лохан были серии ДТП, которые широко освещались в прессе. Она попала в незначительные аварии в августе 2004, в октябре 2005 и в ноябре 2006, когда Лохан незначительно пострадала из-за папарацци, которые преследовали её, чтобы сделать фотографии, врезавшись в её машину. Полиция назвала аварию умышленной, но обвинители сослались на недостаточность улик, чтобы завести уголовное дело.

### 2005 год: «Сумасшедшие гонки» и второй альбомA Little More Personal (Raw)

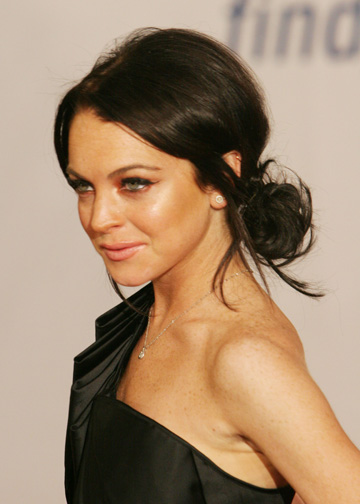
Лохан во время General Motors Annual Celebrity Fashion Show в 2006 году

Лохан вернулась в Дисней в 2005 году для съёмок фильма «Сумасшедшие пипки», пятого из серии о человекоподобной машине Херби. За участие в данной картине Лохан получила гонорар в размере 7,5 миллионов долларов, став самой высокооплачиваемой актрисой своего поколения.Фильм собрал $144 миллиона в мировом прокате и получил смешанные отзывы. Стефен Холден из «The New York Times» назвал Лохан «гениальной звездой, которая, кажется, чувствует себя вполне уютно перед камерами». Хотя Джеймс Берардинелли написал: «Будучи выдающейся старлеткой, Лохан сыграла одну из главных ролей с машиной». В 2005 году Лохан стала первым человеком, у которого появилась звёздная кукла My Scene, выпущенная компанией Mattel. Она также озвучила саму себя в мультфильме, выпущенном на DVD «My Scene Goes Hollywood».
В декабре 2005 второй альбом Лохан «A Little More Personal (Raw)» дебютировал 20-й строчкой в «Billboard 200 chart», оставаясь в топ-100 в течение 6 недель. Журнал Slant назвал его «нарочитым … но для этой так называемой важной темы, не так много мяса на костях». Альбом был сертифицирован золотым в начале 2006. Клип для первого сингла из альбома «Confessions of a Broken Heart (Daughter to Father)» был снят самой Линдси . В этом клипе дебютировала её сестра Али. Видео отражает боль, которую испытывает Лохан оттого, что её отец был тираном. Это была первая песня Лохан, которая попала в чарт Billboard Hot 100, достигнув 57 строчки.
В декабре 2005 Майкл и Дина Лохан подписали соглашение о раздельном проживании, а в 2007 году их бракоразводный процесс завершился.
Лохан рассказала в 2007 году о своём детстве: «Я чувствую себя вторым родителем, в том смысле, что я помогала воспитывать семью»… «Я стояла между отцом и матерью. Я встала между ними, чтобы попытаться сохранить мир, и мне было это приятно делать». Несмотря на конфликты, Лохан называла себя «семейной девушкой» и очень нежно отзывалась о своей семье, в том числе и об отце. Однако, в 2007 году и снова в 2008 она заявила, что она прекратила общение с ним, поскольку из-за его непредсказуемого поведения было трудно наладить отношения. В ноябре 2009 года отец Линдси опубликовал в СМИ запись личных телефонных разговоров с ней. Лохан прокомментировала на Twitter: «У меня не было настоящих отношений с Майклом столь долгие годы».
Следующим фильмом Лохан, вышедшим в мировой прокат, была романтическая комедия «Поцелуй на удачу». Фильм вышел на большие экраны в мае 2006 года. Согласно журналу «Variety», Лохан заработала на нём более $7 миллионов. На неделе открытия бокс офис выручил $5.7 миллионов. Согласно Брендону Грею, фильм «прервал череду удачных работ Линдси Лохан». Фильм получил отрицательные отзывы критиков, а Лохан впервые была номинирована на премию «Золотая малина» в номинации «Самая худшая актриса».

### 2006—2007 годы: Независимые фильмы и перерывы в карьере
После «Поцелуя на удачу», Лохан стала уделять больше внимания маленьким ролям в более серьёзных независимых фильмах. Лохан снялась вместе с такими звёздами, как Мерил Стрип и Лили Томлин в музыкальной комедии Роберта Олтмена «Компаньоны». У фильма был ограниченный релиз в июне 2006. Питер Трэвис написал для «Rolling Stone», что Лохан была на высоте, исполнив взрывную версию песни «Frankie and Johnny». Мерил Стрип похвалила игру Лохан: «Она стоит у штурвала искусства» и «совершенно очевидно живёт перед камерой». Драма Эмилио Эстевеса «Бобби» вышла на экраны в ноябре 2006 года. Лохан получила хорошие отзывы за свою игру в дуэте с Шэрон Стоун. За роль «Бобби» Лохан была номинирована на «Премию Гильдии актёров» и выиграла премию в категории «Музыкальная роль» на «Голливудском Кинофестивале», где она также выиграла «Breakout Award» за работу в 2006 году. В следующем фильме «Глава 27» Лохан сыграла роль фанатки Джона Леннона, которая подружилась с Марком Дэвидом Чепменом (Джаред Лето) в тот же день, когда тот убил Леннона. Съёмки фильма закончились в начале 2006 года, но он был выпущен только марта 2008 из-за трудностей с поиском дистрибьютора. В мае 2007 на экраны вышла драма «Крутая Джорджия», в которой Лохан снялась в главной роли с Фелисити Хаффман и Джейн Фондой. Оуэн Глайберман из «Entertainment Weekly» написал, что «Лохан попала в самую точку язвительной принцессы-нарцисски». Во время съёмок фильма в 2006 году Лохан была госпитализирована, её агент сообщил, что «она перегрелась и была обезвожена». В то же время Лохан рассталась с владельцем ресторана Гарри Мортоном. Согласно журналу «Allure» это привело к проблемам на съёмках. В открытом письме начальник студии Джеймс Д. Робинсон назвал Лохан «безответственной и непрофессиональной». Он упомянул «многочисленные опоздания и отсутствие во время съёмок» и то, что «мы прекрасно знаем про твои бессонные ночные тусовки — истинные причины твоего так называемого „изнеможения“». Вторая главная героиня фильма Джейн Фонда позже прокомментировала, что «когда она появлялась на съёмках, она всегда была великолепна».

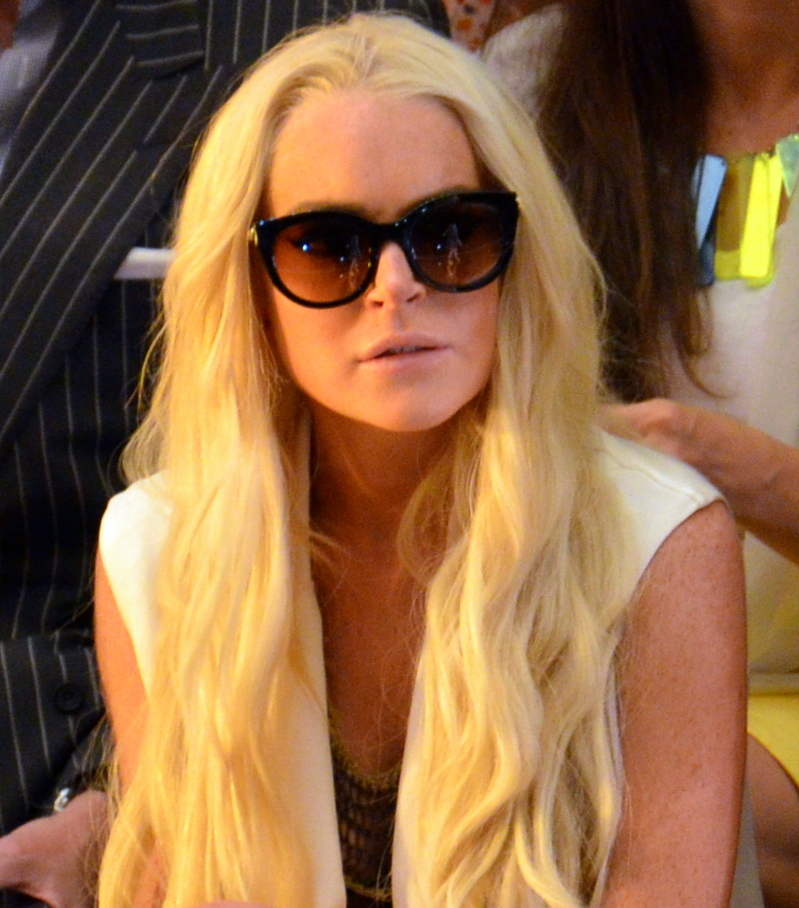
Линдси Лохан в 2011 году

В 2006 году Лохан посещала встречи анонимных алкоголиков. В начале 2007 года производство фильма «Я знаю, кто убил меня» было отсрочено, когда Лохан перенесла аппендэктомию. Позднее, через месяц, Лохан сама воспользовалась услугами реабилитационной клиники для наркозависимых «Wonderland Center». Лохан вышла 16 февраля 2007 года, после 30-дневного пребывания. Днём она была на съёмках, а вечером возвращалась в клинику. Вскоре после этого, у Лохан забрали роль в фильме-адаптации Оскара Уайльда «Женщина, не стоящая внимания». Её агент заявил, что Лохан нужно «сосредоточиться на улучшении своего здоровья» Лохан была заменена в фильме «Запретная любовь» в апреле 2007 года, незадолго до того, как начались съёмки. Режиссёр сослался на «проблемы со страховкой», а Лохан позднее объяснила, что «ей тогда было очень плохо».
Потом Лохан пригласили в фильм, экранизацию романа «Бедные создания». В мае 2006 года за 4 дня до начала производства, она была арестована за вождение автомобиля в нетрезвом состоянии и, впоследствии, снова попала в реабилитацию. Продюсеры фильма с самого начала выразили поддержку, и съёмки были приостановлены.
26 мая 2007 года Лохан потеряла управление машины и наехала на обочину. Полиция Беверли Хиллз также обнаружила в её машине, что по их предварительному мнению было кокаином. После залечивания незначительных ушибов, Лохан была арестована за вождение в нетрезвом виде. Лохан впоследствии воспользовалась услугами реабилитационного центра «Promises Treatment Centers», где она находилась сроком на 45 дней. После выписки на амбулаторное лечение, Лохан добровольно надела браслет на лодыжку, чтобы следить за количеством алкоголя в крови.
24 июля, за три недели до намеченной съёмки, Лохан арестовали за второе вождение в нетрезвом виде и снова вернули в реабилитационный центр. В конце концов, она ушла из проекта.
24 июля, меньше, чем через 2 недели после выхода из «Promises», Лохан отказалась сдавать тест на алкоголь в Санта-Монике и была доставлена в полицейский участок, где в её крови был обнаружен уровень алкоголя, превышающий норму. Во время проведения обыска, полиция обнаружила маленькую дозу кокаина в её кармане. Лохан была обвинёна в уголовном преступлении из-за хранения кокаина и обвинена в мелких правонарушениях из-за вождения автомобиля в нетрезвом виде с аннулированными правами. В августе 2007 года Лохан попала в лечебный центр «Cirque Lodge» в Санденсе, шт. Юта в третий раз и выписалась 5 октября 2007. В 2007 году Лохан встречалась с британским телеведущим Калмом Бестом, а потом со сноубордистом Райли Джайлсом, с которым она познакомилась во время третьего пребывания в реабилитационном центре.
После второго ареста Лохан исключили из запланированного появления на шоу «The Tonight Show with Jay Leno», в котором она должна была прорекламировать фильм «Я знаю, кто меня убил», малобюджетный, мистический триллер, в котором она снялась в роли стриптизёрши с раздвоенной личностью в главной роли. Фильм вышел на «отвратительные $3.5 миллиона» со слов журнала «Entertainment Weekly». За него она получила премию «Золотая малина» в категории «Худшая актриса» за каждую из двух исполненных в фильме ролей.
Голливудское руководство и индустриальные инсайдеры сказали, что, возможно, самым сложным для Лохан будет найти работу, пока она не докажет, что она трезвая и заслуживает доверия, ссылаясь на возможные проблемы со страховкой. Джеймс Дж. Робинсон, продюсер, который прежде критиковал рабочую этику Лохан в фильме «Крутая Джорджия», сказал, что он ещё раз с ней бы поработал, если она получит соответствующее медицинское лечение и будет вести себя как «одна из самых талантливых девушек в актёрском бизнесе на сегодняшний день».
23 августа 2007 Лохан признала себя виновной в употреблении кокаина и вождении в нетрезвом виде и была приговорёна к одному дню тюремного заключения и 10 дням общественных работ. Ей также было предписано заплатить штрафы и закончить обучающую программу алкоголиков. Ей дали три года испытательного срока. Лохан сделала официальное заявление, которое гласило: «Я прекрасно вижу, что моя жизнь стала совершенно неконтролируемой, потому что я пристрастилась к алкоголю и наркотикам». 15 ноября 2007 года Лохан отбыла срок в тюрьме Линвуд 84 минуты. Представитель шерифа сообщил, что тюрьма переполнена и преступление имеет ненасильственный характер, поэтому стоит упразднить приговор. К испытательному сроку был добавлен ещё один год в октябре 2009 года, после того как Лохан не присутствовала на предписанных судом встречах анонимных алкоголиков и наркоманов.
После перехода в звукозаписывающую компанию Universal Motown Лохан начала работать над третьим альбомом с возможным названием «Spirit in the Dark» (рус. Призрак в темноте) в конце 2007 года и выпустила сингл «Bossy» в мае 2008 года. В ноябре 2008 года Лохан заявила, что работа над альбомом приостановлена, и она хотела бы избежать стресса от работы в кино и музыке в одно и то же время.

### 2008—2009 год: Появление на ТВ и дизайнерство
В мае 2008 года Лохан впервые появилась на экране после фильма «Я знаю, кто убил меня» в сериале «Дурнушка» на канале «ABC». В 2008 году она была приглашённой звездой в 4 эпизодах со второго по четвёртый сезон с небольшими перерывами в роли Кимми Кегэн, одноклассницы главной героини Бетти Суарез. В мае 2008 Лохан снялась в эпизодический роли в клипе группы «N*E*R*D» на песню «Everyone Nose», посвящённой теме наркотиков.
Лохан приняла участие в нескольких фотосессиях для различных мужских журналов. Она попала на 10-ю строку в список «100 самых сексуальных женщин» по мнению читателей FHM в 2005 году. А журнал Maxim поместил её на третью строку в списке «Hot 100» в 2006 году и на первую — в 2007. По опросам The Daily Mirror в феврале 2010 Лохан признали десятой среди «самых сексуальных рыжеволосых девушек за все времена». Лохан была лицом Джилл Стюарт, Miu Miu и Dooney & Bourke. А также участвовала в модной кампании 2008 года Visa Swap British, и была лицом итальянского дома моды Fornarina для их кампании Весна/Лето 2009.
Лохан является поклонницей Мэрилин Монро с тех пор, как она посмотрела фильм «Ниагара» во время съёмок «Ловушки для родителей». В 2008 году во время издания Spring Fashion журнала New York Лохан повторила последнюю фотосессию Монро, более известную как The Last Sitting (рус. Последнее позирование), включая фото с обнажённой натурой; она сказала, что фотосъёмки были для неё честью. Критику из New York Times Джинии Беллафанте показалось это возмутительным, потому что «фотографии побуждает зрителей увлечься „фальшивой“ некрофилией. … В свои 21 [Лохан] смотрится старше, чем Монро, которой было в тот момент 36 … [и] фотографии не несут и грамма утончённости Монро».
В 2008 году Лохан запустила линию легинсов под названием «6126», которые были созданы в честь дня рождения Монро (июнь 1, 1926). В апреле 2009 года Лохан выпустила серию спреев-автозагаров под названием Sevin Nyne в сотрудничестве с Sephora. В сентябре 2009 года Лохан стала консультантом по художественным вопросам во французском модном доме Emanuel Ungaro; в октябре была представлена коллекция дизайнера Estrella Archs с Лохан в качестве эксперта. Она получила «кошмарные» оценки, согласно Entertainment Weekly и New York. Лохан ушла из компании в марте 2010.
Во время президентской предвыборной кампании 2008 года Лохан предложила свои услуги Бараку Обаме в поддержке на выборах, включая приглашения, нацеленные на молодых избирателей; но её предложение было отклонено. Неизвестный источник из окружения Барака Обамы сказал газете Chicago Sun-Times, «что Лохан не достаточно компетентная звезда, чтобы подойти нам». Тем не менее она выложила блоги на MySpace со мнением о выборах, убеждая избирателей поддержать Обаму, критикуя пиар кандидата на пост вице-президента Сары Пэйлин и называя Пэйлин гомофобом, сторонницей ограничения абортов и участницей антидвижения по защите окружающей среды. В начале 2006 года Лохан во время войны в Ираке, изъявила интерес поехать в Ирак под патронатом USO Хиллари Клинтон. В 2004 Лохан заявила, что ей не нравится говорить о политике, чтобы не обидеть кого-либо из своих фанатов.
Лохан встречалась с DJ Самантой Ронсон в 2008 и 2009 годах. Лохан устраивала с Ронсон тусовки в клубе и помогала ей, когда она стояла у пульта. Когда речь зашла о её сексуальной ориентации, Лохан заявила, что она не лесбиянка. Когда её спросили бисексуалка ли она, она ответила: «Возможно. Да», — добавив — «Я не хочу себя ни к кому относить». В апреле 2009 года после расставания с Ронсон Лохан появилась в комедийном скетче на веб-сайте Funny or Die. Самоуничжительный ролик — это розыгрыш для саморекламы на веб-сайте знакомств eHarmony. Его просмотрели 2,7 миллиона раз за первую неделю; он получил одобрительные комментарии от прессы.
В комедии 2009 года «Временно беременна» Лохан сыграла девушку, которая притворяется, что беременна. Во время съёмок менеджер Лохан работал с папарацци, чтобы спровоцировать СМИ на положительные отзывы в противовес её вечеринкам. Изначально планировалось, что он выйдет в прокат, но вместо этого выпустили телефильм на кабельном канале ABC Family в июле 2009 г. Это было «возвращение для звезды», согласно журналу «Variety». Премьеру увидели 2.1 миллиона зрителей, что является показателем «выше среднего» для канала, согласно E! Online. Лохан «играет не напрягаясь, хотя в любом случае нужно приложить хоть чуточку усилий», — пишет «The Boston Globe». Алессандра Стейнли из «New York Times» сказала, что «это не триумфальное возвращение блудного звёздного ребёнка. … [„Временно беременна“] никогда не освободится от тяжкой ноши, которую Мисс Лохан несёт вместе с ролью».
Лохан была приглашённой судьёй на американском телевизионном дизайнерском конкурсе «Проект Подиум» в 6 сезоне в премьерном эпизоде. В декабре 2009 она провела неделю в Индии, работая на канале BBC Three в документальном фильме о торговле женщинами и детьми. А после этого она снялась в фильме Роберта Родригеса «Мачете» в августе-сентябре 2009 года. Его релиз состоялся в 2010 году. В мае 2009 года было объявлено, что Лохан появится в главной роли в фильме «Та сторона», однако уже в апреле 2010 года она была исключена из проекта. «New York Daily News» пояснили данную ситуацию следующим образом: «Лохан является главным финансовым риском для создателей картины из-за проблем с законом и устоявшимся статусом королевы вечеринок».

### 2010—2016: Суд, арест и открытие пляжных клубов
В марте 2010 года после землетрясения на Гаити Лохан помогала британскому «Красному Кресту» делать рекламу для страны. В том же месяце Лохан начала судебные разбирательства с финансовой компанией «E*Trade», с которых хотела взыскать $100 миллионов за использование её имени и образа без разрешения, в итоге дело было урегулировано сторонами, условия не раскрывались. 11 марта 2010 она появилась на британском комедийном ток-шоу «Alan Carr: Chatty Man», в котором обсуждались её увлечённость Мэрилин Монро и работа в индустрии моды, и отказалась отвечать на вопросы ведущего Алана Карра о её сексуальных пристрастиях.
В апреле 2010 года продюсеры объявили, что Лохан утверждена на главную роль в фильме режиссёра Мэтью Уайлдера «Инферно» — Линды Лавлейс, звезды «Глубокой глотки». Лохан пришлось защищаться от критики. Она сказала, что фильм не будет порнографией. Она дала интервью Sydney Morning Herald, в котором сказала: «Съёмки фильма по задумке Мэтью Уайлдера не будут вульгарными. Он без откровенного секса и непристойных сцен. Он больше о её психике, о том, как ей было страшно. Вот что я больше всего хочу показать в фильме». Она также сказала, что «никогда раньше не снималась в фильме о реальной жизни. Большинство моих прошлых работ были глупыми. Так что приятно играть там, где я могу испытать такие разные эмоции…» В ноябре 2010 года Лохан была исключена из проекта.
.
В мае 2010 года Лохан не явилась на слушания по делу о нарушении ПДД в пьяном виде. Судья выдал ордер на арест Лохан, но отозвал его после внесения залога. Адвокат Лохан сказал, что её паспорт был украден, когда она находилась на Каннском кинофестивале во Франции. 24 мая 2010 года Лохан было предписано еженедельно посещать образовательные лекции о вреде алкоголя, носить «антиалкогольный» браслет, воздерживаться от приёма алкоголя, и обязали регулярно сдавать анализы на наркотики. Судья назначил слушание на 6 июля 2010 года, чтобы определить, посетила ли Лохан необходимое количество лекций во время испытательного срока.
В июне 2010 г. Лохан появилась на канале Bravo в сериале «Double Exposure». Она также дала интервью The Sydney Morning Herald в том же месяце, сказав газете: «Я всё ещё молода, и я учусь, но это не значит, что они говорят правду про то, что я испортилась и всю эту безумную чепуху, и то, что я постоянно отрываюсь на вечеринках, и про всё остальное».
6 июля на заседании суд посчитал, что Лохан нарушила условия испытательного срока и вынес решение, что она должна провести в заключении 90 дней, начиная с 20 июля. Вдобавок, по предписанию суда после тюрьмы она отправится на 3 месяца в клинику реабилитации людей, которые злоупотребляют наркотиками и алкоголем. 20 июля Лохан появилась в суде и была заключена под стражу, чтобы отбыть срок. 2 августа она вышла на свободу после 14 дней пребывания в тюрьме. Такой короткий срок объяснялся тем, что совершённое Лохан преступление не было насильственным, а тюрьмы были и без того переполнены. После освобождения она прямиком поехала в реабилитационную клинику на 90 дней лечиться от алкогольной зависимости.
Мать Лохан сказала, что Линдси переедет в Нью-Йорк после выписки из реабилитационной клиники. Спустя несколько недель после того, как Лохан покинула реабилитационный центр, она провалила тест на наркотики. По результатам теста, она употребляла кокаин, хотя тестов было несколько. В тот же день она объявила об этом в Твиттере: «Наркомания — это болезнь, которая, к сожалению, не проходит за одну ночь. <…> Конечно, это шаг назад для меня, но я беру на себя ответственность и готова понести наказание». По решению суда любое нарушение режима Лохан влечёт за собой тюремное заключение в 30 дней. 20 сентября пробация Лохан была отменена вследствие выданного на её имя ордера на арест. 2 ноября 2011 года за нарушение условий отбывания условного срока Линдси Лохан была приговорена окружным судом Лос-Анджелеса к 30 дням тюрьмы.
В 2014 году Лохан приняла участие в документальном сериале Опры Уинфри — «Линдси». По сообщениям «Vanity Fair», за участие в проекте актриса получила 2 миллиона долларов, что стало самым высоким заработком Лохан со времен фильма «Крутая Джорджия» в 2007 году. Сериал имел «умеренные» рейтинги, которые снижались с каждым эпизодом. В финальной серии, которая транслировалась 20 апреля 2014 года, Лохан призналась, что у неё был выкидыш во время съёмок документального фильма.
Увлечение Линдси последних лет — клубный бизнес в Греции. За открывшимся в 2016 году в Афинах «Lohan Nightclub» последовали, спустя два года, два пляжных клуба — на Родосе и Миконосе. В январе 2019 года на территории последнего начинаются съёмки реалити-шоу MTV «Lindsay Lohan’s Beach Club».

### 2019 — по настоящее время: Возвращение к музыке спустя 15 лет и третий студийный альбом
В июне 2019 года Page Six сообщил, что Лохан повторно подписала контракт с Casablanca Records, чтобы записать и выпустить свой третий студийный альбом, а также «пару саундтреков». В июле, Лохан подтвердила, что заключила контракт совместного соглашения с Casablanca Records и Republic Records. Так же, в июле, было объявлено, что Лохан станет одним из отгадчиков (судей) на австралийском шоу Masked Singer. В августе, на Virgin Radio Dubai радиоведущий Крис Фэйд представил эксклюзивный отрывок предстоящего сингла Линдси, который получил название «Xanax». 10 октября было объявлено, что Лохан вернётся во второй сезон Masked Singer.". В конце декабря, Лохан снова подразнила поклонников отрывком из «Xanax». В январе 2020, Лохан сообщила, что её первый (третий в дискографии) альбом за последние 15 лет выйдет в конце февраля 2020 года
24 мая 2021 года стало известно, что Лохан получит главную роль в рождественской романтической комедии, продюсером которой выступит компания Netflix. Премьера комедийного фильма «Незабываемое Рождество» состоялась 10 ноября 2022 года. Главную роль вместе с Лохан исполнил Корд Оверстритс.

## Личная жизнь
В 2004 году состояла в отношениях с актёром Уилмером Вальдеррамой. В 2006 году встречалась с наследником Hard Rock Cafe Гарри Мортоном. С 2008 по 2009 год состояла в отношениях с диджеем, Самантой Ронсон. В апреле 2009 года, после разрыва с Ронсон, Лохан появилась в видео-пародии на сайте Funny or Die. Его посмотрели 2,7 миллиона раз за первую неделю. В 2016 году её женихом был российский миллионер из Лондона Егор Тарабасов, владелец агентства недвижимости Home House Estates и сын Дмитрия Тарабасова. Они расстались в середине 2017 года, когда Лохан обвинила Егора в жестоком обращении, а он обвинил её в краже его вещей на сумму 24 000 фунтов стерлингов. 28 ноября 2021 года Лохан объявила о своей помолвке с финансистом Бадером Шаммасом после почти двух лет отношений.
В 2007—2009 годах она признавалась, что прервала контакт со своим отцом, описав его поведение как непредсказуемое.
В 2016 году Лохан сказала, что изучает ислам.
С 3 апреля 2022 года Лохан замужем за финансистом Бадером Шаммасом, с которым встречалась четыре года до свадьбы. У супругов есть сын — Луаи Шаммас (род. 16 июля 2023).

## Фильмография
| Год       |     | Русское название                  | Оригинальное название                | Роль                       |
| --------- | --- | --------------------------------- | ------------------------------------ | -------------------------- |
| 1993      | с   | Направляющий свет                 | Guiding Light                        | Крисси                     |
| 1996—1997 | с   | Другой мир                        | Another World                        | Александра «Алли» Фаулер   |
| 1998      | ф   | Ловушка для родителей             | The Parent Trap                      | Холли Паркер / Энни Джеймс |
| 2000      | тф  | Идеальная игрушка                 | Life-Size                            | Кэйси Стюарт               |
| 2000      | с   | Бетт                              | Bette                                | Роуз Мидлер                |
| 2002      | тф  | Дети-шпионы                       | Get a Clue                           | Лекси Голд                 |
| 2003      | ф   | Чумовая пятница                   | Freaky Friday                        | Анна Коулман               |
| 2004      | ф   | Звезда сцены                      | Confessions of a Teenage Drama Queen | Лола Степ                  |
| 2004      | ф   | Дрянные девчонки                  | Mean Girls                           | Кейди Хирон                |
| 2004      | мс  | Царь горы                         | King of the Hill                     | Дженни Медина              |
| 2004      | с   | Шоу 70-х                          | That '70s Show                       | Даниэль                    |
| 2005      | ф   | Сумасшедшие гонки                 | Herbie: Fully Loaded                 | Мегги Пейтон               |
| 2006      | ф   | Поцелуй на удачу                  | Just My Luck                         | Эшли Олбрайт               |
| 2006      | ф   | Отпуск по обмену                  | The Holiday                          | камео                      |
| 2006      | ф   | Компаньоны                        | A Prairie Home Companion             | Лола Джонсон               |
| 2006      | ф   | Бобби                             | Bobby                                | Диана Хьюбер               |
| 2007      | ф   | Глава 27                          | Chapter 27                           | Джуд Хэнсон                |
| 2007      | ф   | Крутая Джорджия                   | Georgia Rule                         | Рейчел Уилкокс             |
| 2007      | ф   | Я знаю, кто убил меня             | I Know Who Killed Me                 | Обри Флеминг / Дакота Мосс |
| 2008      | с   | Дурнушка                          | Ugly Betty                           | Кимми Кигэн                |
| 2009      | ф   | Временно беременна                | Labor Pains                          | Тея Клейхилл               |
| 2010      | ф   | Мачете                            | Machete                              | Эйприл                     |
| 2012      | с   | Хор                               | Glee                                 | камео                      |
| 2012      | тф  | Лиз и Дик                         | Liz & Dick                           | Элизабет Тейлор            |
| 2013      | ф   | Непристойная комедия              | InAPPropriate Comedy                 | Мэрилин                    |
| 2013      | ф   | Очень страшное кино 5             | Scary MoVie                          | камео                      |
| 2013      | с   | Управление гневом                 | Anger Management                     | камео                      |
| 2013      | ф   | Каньоны                           | The Canyons                          | Тара                       |
| 2013      | с   | Поздней ночью с Джимми Фэллоном   | Late Night with Jimmy Fallon         | Стефани                    |
| 2013      | с   | На дне                            | Eastbound & Down                     | взрослая Шейна Пауэрс      |
| 2014      | с   | Две девицы на мели                | 2 Broke Girls                        | Клэр Гиннесс               |
| 2015      | с   | Королевы крика                    | Scream Queens                        | эпизод                     |
| 2015      | кор | Пока не разбудят нас голоса живых | Till Human Voices Wake Us            | Лана                       |
| 2018      | с   | По болезни                        | Sick Note                            | Кэтрин Уэст                |
| 2019      | ф   | Среди теней                       | Among the Shadows                    | Патриция                   |
| 2021      | мс  | Всё до лампады                    | Devil May Care                       | Зива                       |
| 2022      | с   | Безумно влюблённый                | Lovestrick High                      | рассказчица                |
| 2022      | ф   | Незабываемое Рождество            | Falling for Christmas                | Сьерра Бельмонт            |
| 2024      | ф   | Дрянные девчонки                  | Mean Girls                           | модератор                  |
| 2024      | ф   | Ирландское желание                | Irish Wish                           | Мэдди Келли                |
| 2024      | ф   | Наш маленький секрет              | Our Little Secret                    | Эвери                      |
| 2025      | ф   | Чумовая пятница 2                 | Freakier Friday                      | Анна Коулман               |

## Дискография
- Speak (2004)
- A Little More Personal (Raw) (2005)

## Награды и номинации
Полный список наград и номинаций на сайте IMDb.com.
| Награды и номинации                       | Награды и номинации | Награды и номинации                                                 | Награды и номинации                                      | Награды и номинации |
| Награда                                   | Год                 | Категория                                                           | Работа                                                   | Результат           |
| ----------------------------------------- | ------------------- | ------------------------------------------------------------------- | -------------------------------------------------------- | ------------------- |
| Сатурн                                    | 2004                | Лучший молодой актёр или актриса                                    | Чумовая пятница                                          | Номинация           |
| Blockbuster Entertainment Awards          | 1999                | Лучший женский дебют                                                | Ловушка для родителей                                    | Номинация           |
| Broadcast Film Critics Association Awards | 2005                | Лучшая молодая актриса                                              | Дрянные девчонки                                         | Номинация           |
| Capri Award                               | 2007                | Capri Global Award                                                  | н/д                                                      | Победа              |
| Готэм                                     | 2006                | Лучший актёрский ансамбль                                           | Компаньоны                                               | Номинация           |
| Hollywood Film Festival                   | 2006                | Прорыв актрисы                                                      | н/д                                                      | Победа              |
| Hollywood Film Festival                   | 2006                | Актёрский ансамбль года                                             | Бобби                                                    | Победа              |
| Kids' Choice Awards                       | 2005                | Любимая кинозвезда                                                  | Дрянные девчонки                                         | Номинация           |
| Kids' Choice Awards                       | 2006                | Любимая кинозвезда                                                  | Поцелуй на удачу Сумасшедшие гонки                       | Номинация           |
| Kids' Choice Awards                       | 2005                | Любимая киноактриса                                                 | Дрянные девчонки                                         | Номинация           |
| Kids' Choice Awards                       | 2006                | Любимая киноактриса                                                 | Сумасшедшие гонки                                        | Победа              |
| MTV Movie Awards                          | 2004                | Прорыв (женская роль)                                               | Чумовая пятница                                          | Победа              |
| MTV Movie Awards                          | 2005                | Лучшая экранная команда                                             | Дрянные девчонки                                         | Победа              |
| MTV Movie Awards                          | 2005                | Лучшая женская роль                                                 | Дрянные девчонки                                         | Победа              |
| Золотая малина                            | 2007                | Худшая актриса                                                      | Поцелуй на удачу                                         | Номинация           |
| Золотая малина                            | 2008                | Худшая экранная пара                                                | Я знаю, кто убил меня                                    | Победа              |
| Золотая малина                            | 2008                | Худшая актриса                                                      | Я знаю, кто убил меня                                    | Победа              |
| Золотая малина                            | 2010                | Худшая актриса десятилетия                                          | Сумасшедшие гонки Я знаю, кто убил меня Поцелуй на удачу | Номинация           |
| Золотая малина                            | 2014                | Худшая актриса                                                      | Каньоны                                                  | Номинация           |
| Золотая малина                            | 2014                | Худшая актриса второго плана                                        | Непристойная комедия Очень страшное кино 5               | Номинация           |
| Золотая малина                            | 2014                | Худший актёрский дуэт (совместно с Чарли Шином)                     | Очень страшное кино 5                                    | Номинация           |
| Премия Гильдии киноактёров США            | 2007                | Лучший актёрский состав в игровом кино                              | Бобби                                                    | Номинация           |
| Teen Choice Awards                        | 2004                | Choice Movie Liar                                                   | Дрянные девчонки                                         | Номинация           |
| Teen Choice Awards                        | 2004                | Choice Movie Chemistry                                              | Дрянные девчонки                                         | Номинация           |
| Teen Choice Awards                        | 2004                | Choice Movie Hissy Fit                                              | Чумовая пятница                                          | Победа              |
| Teen Choice Awards                        | 2004                | Choice Movie Blush                                                  | Дрянные девчонки                                         | Победа              |
| Teen Choice Awards                        | 2004                | Choice Movie: Комедийная актриса                                    | Дрянные девчонки                                         | Победа              |
| Teen Choice Awards                        | 2004                | Choice Breakout: Кинозвезда — женщина                               | Дрянные девчонки Звезда сцены Чумовая пятница            | Победа              |
| Teen Choice Awards                        | 2005                | Choice Movie: Комедийная актриса                                    | Сумасшедшие гонки                                        | Номинация           |
| Teen Choice Awards                        | 2005                | Choice Crossover Artist                                             | н/д                                                      | Номинация           |
| Teen Choice Awards                        | 2006                | Choice Movie Hissy Fit                                              | Поцелуй на удачу                                         | Номинация           |
| Teen Choice Awards                        | 2006                | Choice Movie: Комедийная актриса                                    | Поцелуй на удачу                                         | Номинация           |
| Teen Choice Awards                        | 2007                | Choice Movie: Драматическая актриса                                 | Крутая Джорджия                                          | Номинация           |
| Молодой актёр                             | 1999                | Лучшее исполнение в художественном фильме — ведущая молодая актриса | Ловушка для родителей                                    | Победа              |
| Молодой актёр                             | 2004                | Лучшее исполнение в художественном фильме — ведущая молодая актриса | Чумовая пятница                                          | Номинация           |
| Молодой Голливуд                          | 2005                | Будущая суперзвезда                                                 | н/д                                                      | Победа              |
| YoungStar Awards                          | 1998                | Лучшая молодая актриса в комедии                                    | Ловушка для родителей                                    | Номинация           |